# Rudolf Kristof Ojken
Rudolf Kristof Ojken (Aurih, 5. januar 1846 — Jena, 14. septembar 1926), bio je njemački filozof.

## Biografija
Bio je profesor u Baselu i Jeni. Obnovio je Fihteov etički idealizam. Smatrao je da današnja kultura razara život, jer je svako njeno područje stvorilo zasebne nazore koji se ne spajaju u jednu životnu sliku. Kritikuje te razne životne sisteme i stvara nazor da život ima smisla samo kao stvaranje zbiljnosti (aktivizam). Sudjelovao je u mirovnom pokretu, a 1908. godine dobio je Nobelovu nagradu za književnost.
Djela:
- "Jedinstvo duhovnog života u svijesti i činu čovječanstva"
- "Osnovna crte jednog novog nazora na svijet"
- "Smisao i vrijednost života"
- "Glavni suvremeneni problemi filozofije religije"
- "Čovjek i svijet"